# پرچم‌های آمریکای شمالی
فهرست پرچم‌های کشورهای آمریکای شمالی در زیر آورده شده‌است:

## آمریکای شمالی

پرچم کانادا
پرچم مکزیک
پرچم ایالات متحده همچنین ببینید: پرچم‌های ایالات متحده
پرچم برمودا (پادشاهی متحده)
پرچم گرینلند (دانمارک)
پرچم غیر رسمی سن پیر و ماژلان (فرانسه)

## منطقهٔ کارائیب

پرچم آنگویلا (پادشاهی متحده)
پرچم آنتیگوا و باربودا
پرچم آروبا (هلند)
پرچم باهاما
پرچم باربادوس
پرچم بونیر (هلند)
پرچم جزایر ویرجین بریتانیا (پادشاهی متحده)
پرچم کوبا
پرچم کوراسائو (هلند)
پرچم دومینیکا
پرچم جمهوری دومینیکن
پرچم گرانادا
پرچم غیر رسمی جزیره گوادلوپ (فرانسه)
پرچم هائیتی
پرچم جاماییکا
پرچم غیر رسمی مارتینیک (فرانسه)
پرچم مونسترات (پادشاهی متحده)
پرچم پورتوریکو
پرچم سابا (هلند)
پرچم غیر رسمی سن بارتلومی (فرانسه)
پرچم سنت کیتس و نویس
پرچم سنت لوسیا
پرچم سن مارتین (فرانسه)
پرچم سنت وینسنت و گرنادین‌ها
پرچم سینت اوستاتسیوس (هلند)
پرچم سنت مارتن (هلند)
پرچم ترینیداد و توباگو
پرچم جزایر تورکس و کایکوس (پادشاهی متحده)
پرچم جزایر ویرجین ایالات متحده (ایالات متحده)

## آمریکای مرکزی

پرچم بلیز
پرچم کاستاریکا
پرچم السالوادور
پرچم گواتمالا
پرچم هندوراس
پرچم نیکاراگوئه
پرچم پاناما